# Thomas Bajada

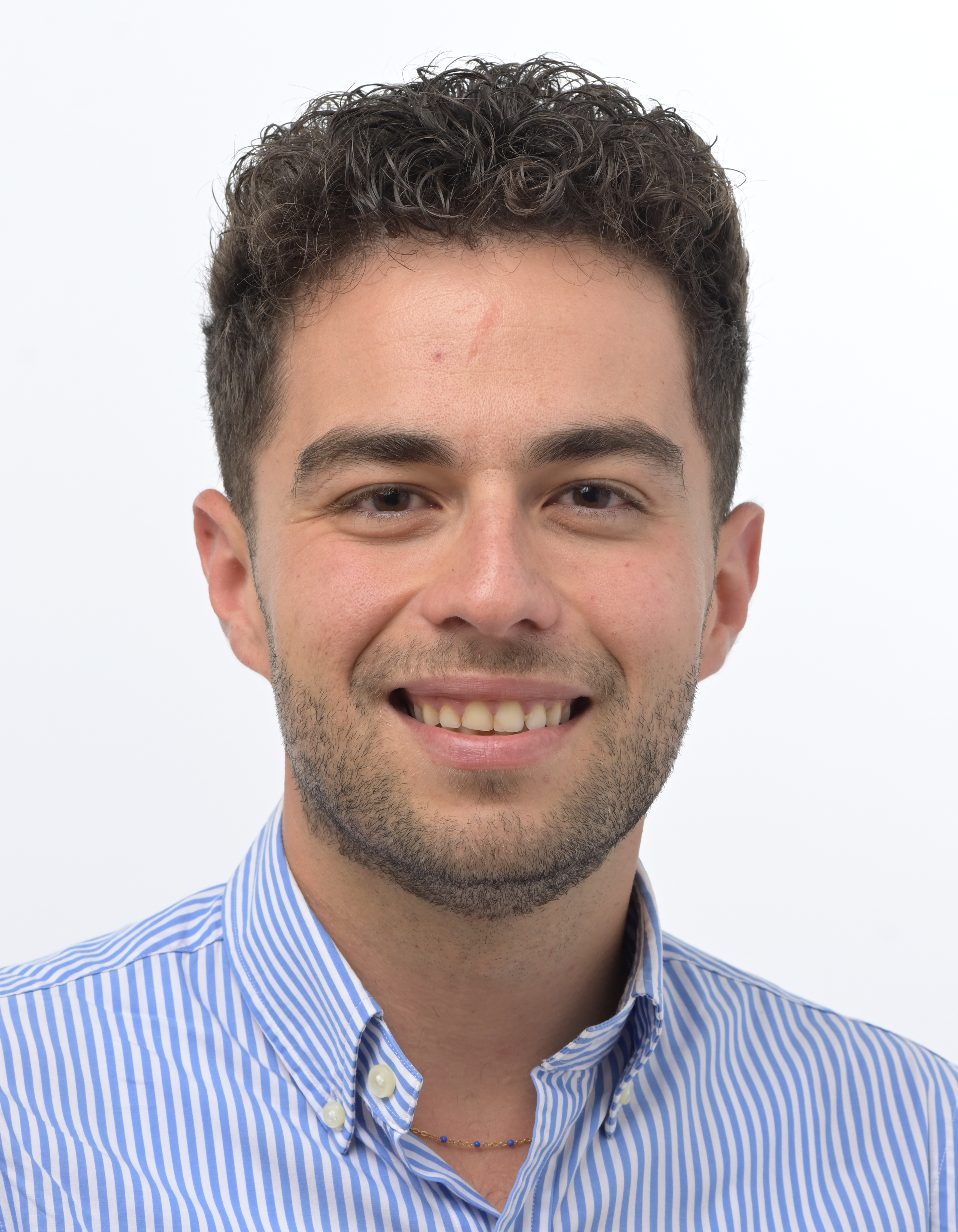
Thomas Bajada (2024)

Thomas Bajada (* 13. Juni 1994 in Victoria) ist ein maltesischer Politiker der Partit Laburista. Seit 2024 ist er Mitglied des Europäischen Parlaments.

## Leben
Seit seinem Einzug ins Europäische Parlament ist Bajada in der 10. Legislaturperiode (2024–2029) Mitglied der Fraktion S&D und im Ausschuss für Fischerei und im Ausschuss für Umweltfragen, Klima und Lebensmittelsicherheit. Bajada ist stellvertretendes Mitglied im Ausschuss für Wirtschaft und Währung.
Neben einem Bachelor of Science in Biologie und Chemie hat er einen Masterabschluss in der Meeresregulierung. Vor seiner Wahl in das Europaparlament war er technischer Attachée der maltesischen Regierung in Fischereifragen bei der Ständigen Vertretung von Malta bei der Europäischen Union. 
Er vertrat Malta bei den Verhandlungen des Rates zu industriellen Aquakulturen.